# Niederneukirchen
Niederneukirchen är en ort och kommun  i Österrike. Den ligger i distriktet Linz-Land i förbundslandet Oberösterreich, 150 kilometer väster om huvudstaden Wien. 
Kommunen består av sju orter (Ortschaften) (inom parentes invånarantal 1 januari 2024):

- Dörfl (307)
- Grünbrunn (230)
- Niederneukirchen (1 056)
- Obereglsee (99)
- Ruprechtshofen (335)
- Steggraben (22)
- Untereglsee (59)